# Argnesa Rexhepi
Argnesa Rexhepi (* 23. November 2000 in Zürich) ist eine kosovarische Fußballspielerin.

## Karriere

### Verein
Rexhepi war Teil des FC Zürich Frauen und wechselte dann zum FC Rapperswil-Jona. Seither ist sie für diese Mannschaft aktiv.

### Nationalmannschaft
Seit 2022 spielt Rexhepi für die kosovarische Fußballnationalmannschaft der Frauen als Stürmerin. Sie trat bei der Qualifikation zur EURO Frauen 2022 auf. Bisher absolvierte sie vier Länderspiele.